# Unonopsis macrocarpa
Unonopsis macrocarpa là loài thực vật có hoa thuộc họ Na. Loài này được Maas & Setten miêu tả khoa học đầu tiên năm 1988.